# آدامز (مینه‌سوتا)
آدامز، مینه‌سوتا (به انگلیسی: Adams, Minnesota) یک شهر در ایالات متحده آمریکا است که در مینه‌سوتا واقع شده‌است.

## خصوصیات
آدامز ۲٫۶۲ کیلومترمربع مساحت و ۷۸۷ نفر جمعیت دارد و ۳۹۲ متر بالاتر از سطح دریا واقع شده‌است.